# Frederico Rodrigues Santos
Frederico Rodrigues de Paula Santos eller endast Fred, född 5 mars 1993 i Belo Horizonte, är en brasiliansk fotbollsspelare (central mittfältare) som spelar för Fenerbahçe i Süper Lig.

## Klubbkarriär
Den 13 augusti 2023 värvades Fred av turkiska Fenerbahçe, där han skrev på ett fyraårskontrakt.

## Landslagskarriär
I november 2022 blev Fred uttagen i Brasiliens trupp till VM 2022.